# Yated Neeman
Yated Ne'eman (en hebreu: יתד נאמן) és un periòdic israelià en idioma hebreu amb seu a Bnei Brak. L'edició en hebreu es publica tots els dies excepte en Xabat. També hi ha una edició setmanal en anglès, que es distribueix per Israel, Sud-àfrica i Anglaterra, des de desembre de l'any 2006. El periòdic reflecteix una línia editorial conservadora, i és considerat com el segon principal diari dels jueus ultraortodoxos (després del periòdic Hamodia), el contingut de Yated Neeman és supervisat íntegrament per rabins ultraortodoxos.